# Pseudopilolabus rugiceps
Pseudopilolabus rugiceps es una especie de coleóptero de la familia Attelabidae.

## Distribución geográfica
Habita en Costa Rica.